# Szigetvári Viktor
Szigetvári Viktor (Budapest, 1978. október 16. –) politológus, politikai kommunikációs szakember.

## Tanulmányai
Középiskolai tanulmányait a Budapesti Piarista Gimnáziumban végezte. Az Eötvös Loránd Tudományegyetem (ELTE) Bölcsészettudományi Karának filozófia és politikatudomány tanszékein folytatott egyetemi tanulmányokat. Politikaelmélet szakon „Tony Blair és az Új Munkáspárt” című szakdolgozatával szerzett diplomát, konzulense Navracsics Tibor volt.

## Pályafutása
2001-ben került az Magyar Szocialista Párt (MSZP) közelébe Ron Werber munkatársaként. Előbb Baja Ferenc mellett dolgozott a párt választási kampányának irányításában, később részt vett az Európai Unió Kommunikációs Közalapítvány (EUKK) megalapításában, majd Gyurcsány Ferenc munkatársaként Medgyessy Péter miniszterelnök tanácsadója lett. 2003 nyarától a Gyermek-, Ifjúsági és Sportminisztérium miniszteri titkárságvezetője, augusztustól sajtófőnöke volt. 2004 júniusában Medgyessy Péter kommunikációs vezetőjévé és a kormányzati hirdetések kezelőjévé nevezték ki, a Miniszterelnöki Kabinet Nyilvános Kapcsolatok Titkárságának helyettes államtitkáraként Braun Róbert helyére.
Gyurcsány Ferenc miniszterelnökké választása után ugyanezt a posztot töltötte be egészen 2005 májusáig. Utána egészen 2006 végéig irányította az MSZP választási felkészülését előbb a parlamenti, majd pedig az önkormányzati választási kampány során. Munkája részeként felügyelte a helyi szervezetek munkáját, irányította a párt központi szervezetét, kidolgozta a párt hirdetési, rendezvény- és mobilizációs stratégiáját.
2007 tavaszán magáncéget alapított Szigetvári és Társai Kommunikációs Vállalat néven. A cég 2010 előtt számos állami megbízást kapott. A vállalkozás véleménykutatások, közösségi és politikai kommunikációs projektek tanácsadója, lebonyolítója Magyarországon és Közép-Európában.
Bajnai Gordon miniszterelnök személyes tanácsadója és kabinetfőnöke volt államtitkárként a kormánya 2009. áprilisi megalakulásától azon év végéig. 2009 augusztusában az MSZP tagja lett.
2010 tavaszán és őszén ismét az MSZP országos kampányigazgatójaként dolgozott az országgyűlési és önkormányzati kampányban.
2011-ben a Bajnai Gordon által alapított Haza és Haladás Közpolitikai Alapítvány kuratóriumának lett a tagja. 2012 októberében az akkor alapított Haza és Haladás Egyesület ügyvezető alelnöke lett. 2013 januárjában kilépett az MSZP-ből. Egy évvel később, 2013. március 8-tól a Együtt 2014 Választói Szövetség Párt egyik társelnökeként, 2014 nyaráig már a bejegyzett, Együtt – a Korszakváltók Pártja társelnökeként tevékenykedett. 2015. február 14-től 2017-ig a párt elnöki tisztségét töltötte be.
2018. januárjában Szigetvári Viktort választották az Együtt miniszterelnök jelöltjének.
A 2018-as választáson pártja országos listán 0,63%-ot ért el, emiatt Szigetvári bejelentette, hogy visszavonul a politikától.

## Politikai nézetei
2009-ben konzervatív-liberálisnak nevezte magát.

## Művei
- A kampány színe. Kommunikációs stratégia és kreatív megvalósítás az MSZP 2005-2006-os kampányaiban; szerk. Szigetvári Viktor; MSZP Országos Központ, Bp., 2006
- A forradalom fogságában. Tanulmánykötet a második Orbán-kormány első évéről; szerk. Szeredi Péter, Szigetvári Viktor; József Attila Alapítvány, Bp., 2011
- Kisiklott forradalom. Tanulmánykötet a második Orbán-kormány második évéről; szerk. Szeredi Péter, Szigetvári Viktor; József Attila Alapítvány, Bp., 2012